# اراسموس مونتانوس
اراسموس مونتانوس، (به انگلیسی: Erasmus Montanus) که تلفظ غلیظ نام خودمانی دانمارکی «راسموس برگ»، است و به فارسی معنی «راسموس تَپّه» می‌دهد، یک نمایشنامه طنز انتقادی، در ۵ پرده، اثر لودویگ هولبرگ (۱۶۸۴–۱۷۵۴م)، نویسنده دانمارکی-نروژی است.
طنز انتقادی نمایشنامه، هم از یک طرف متوجه دانشجویی است که مدتی به غیر از مطالعه منطق و زبان لاتین، کاری انجام نداده؛ و از معلومات خود دچار غرور شده؛ و از طرف دیگر جهل و خرافات غرورآمیز روستایی‌هایی است که حاضر نیستند غرور و تعصبات خود را زیر پا بگذرانند.
نمایشنامه اراسموس مونتانوس، اولین بار در سال ۱۷۳۱ منتشر شد اما احتمالاً پیشتر، بین سال‌های ۱۷۲۲ تا ۱۷۲۳، نوشته شده‌است. این نمایشنامه، اولین بار در سال ۱۷۴۷ میلادی، در کپنهاگ، روی صحنه رفت. امروزه اراسموس مونتانوس، در کنار یپه بر تپه، محبوب‌ترین نمایشنامه کمدی لودویگ هولبرگ، در اروپا محسوب شده؛ و بیشترین بازدیدکنندگان را دارد.

## خلاصه داستان نمایشنامه

### پرده اول
ابتدا یپه روستایی در خانه خود بر تپه، که مکانی تخیلی در شیلند، است؛ بر صحنه ظاهر می‌شود. او نامه ای دریافت کرده‌است که در آن پسرش راسموس، نوشته که به زودی از تحصیل در کپنهاگ به خانه باز خواهد گشت. با این حال نامه پر از کلمات دشوار لاتین است و به ناچار، دستیار کشیش روستا به عنوان مترجم دعوت می‌شود. در حین ملاقات دستیار کشیش، نامزد دانشجو، که دختر جوانی است به نام «لیسبت»، همراه با والدینش به خانه یپه می‌آیند و قبل از آنکه آنجا را ترک کنند، برادر راسموس، نیز با خبر از راه رسیدن مسافری که انتظارش را می‌کشیدند، وارد همان خانه می‌شود.

### پرده دوم
مسافر از راه رسیده و از همان آغاز، با کاربرد افراطی و غیر ضروری کلمات لاتین، از جمله نام خودش که به لاتین تبدیل کرده، فخر فروشی می‌کند. او دهاتی‌ها و از جمله پدر و مادرش را دست انداخته و با مهارت سفسطه می‌کند. تا جایی که ثابت می‌کند که مادرش بر اساس استنتاج منطقی، چیزی جزء قطعه ای سنگ، نیست. در پایان این پرده، دانشجو که پیوسته فکر نامزدش را در سر دارد، تصمیم می‌گیرد، برای ملاقات با دختر جوان، به خانه آنها برود.

### پرده سوم
دانشجو به خانه خود برگشته است. معلوم می‌شود که موفق به ملاقات نامزدش نشده‌است. در عوض گویا با یک دانشجوی دیگر، به‌طور اتفاقی مشغول بحث فلسفی بوده‌است. در این حین وقتی ارباب ده به خانه راسموس می‌آید، بار دیگر بحث فلسفی و علمی آغاز می‌شود. بحث از تقدم خلقت فرشتگان بر انسان آغاز شده؛ اما خیلی زود تبدیل به جدلی می‌شود که در آن، راسموس اصرار می‌کند که زمین گرد است و دهاتی‌هایی که آنجا هستند، لج کرده و انکار می‌کنند. سرانجام پدر نامزد راسموس از وی می‌خواهد که به مسطح بودن زمین رضایت دهد تا بحث خاتمه پیدا کند. اما راسموس، حاضر نیست جتی به خاطر نامزدش، غرور خود را که ظاهراً اما نه واقعاٍ یک باور علمی است؛ زیر پا بگذارد.

### پرده چهارم
راسموس، خود را در مقابل جامعه روستایی، تنها می‌یابد. وی هم ارباب و هم دستیار کشیش را از خود می‌رنجاند. راسموس، عصبانی شده و حتی پدر مادر خود را تهدید می‌کند. نامزدش «لیزبت» در نامه ای به او التماس می‌کند که دست از لج بازی بردارد. اما راسموس، حاضر به تسلیم نیست. با این حال در پرده بعدی که پرده آخر است؛ این گره به‌طور غیرمنتظره ای گشوده می‌شود.

### پرده پنجم
افسر حوان و زیرکی وارد صحنه می‌شود. وی راسموس را به طمع پول فریب داده و به راسموس پولی پرداخت می‌کند که به معنی استخدام در ارتش و انجام خدمت سربازی است. اما راسموس که از خدمت سربازی گریزان است؛ مذبوحانه به التماس می‌افتد. سرانجام به افسر جوان قول می‌دهد که از آن پس با دیگران بحث و جدل بی خود نکند. در پایان صحنه راسموس، با گفتن این جمله که «زمین مثل یک نان تابه ای، صاف و مسطح است.» تسلیم شده و با نامزد خود آشتی می‌کند.

## انگیزه دوگانه و اجرای جدید
طنز انتقادی نمایشنامه، هم از یک طرف متوجه دانشجویی است که مدتی به غیر از مطالعه منطق و زبان لاتین، کاری انجام نداده؛ و از معلومات خود دچار غرور شده؛ و از طرف دیگر جهل و خرافات غرورآمیز روستایی‌هایی است که حاضر نیستند غرور و تعصبات خود را زیر پا بگذرانند.

در تاریخ ادبیات دانمارک و نروژ، از اراسموس مونتانوس، اغلب به عنوان یک شخصیت کمدی یاد شده‌است. در حالی که در اجراهای جدیدتر، راسموس در نقش شخصیت پیچیده‌ای ظاهر می‌شود.

## یادداشت
1. ↑  محل اولین اجرا: «Lille Grønnegade Theatre» یک تئاتر دانمارکی بود که از سال ۱۷۲۲ تا ۱۷۲۸ میلادی، فعال بود. این تئاتر اولین تئاتر عمومی در کپنهاگ، پایتخت دانمارک بود.
2. ↑  محل اولین اجرا: «Lille Grønnegade Theatre» یک تئاتر دانمارکی بود که از سال ۱۷۲۲ تا ۱۷۲۸ میلادی، فعال بود. این تئاتر اولین تئاتر عمومی در کپنهاگ، پایتخت دانمارک بود.